# Left Alone Revisited
Left Alone Revisited – album muzyczny nagrany podczas występów jazzowego saksofonisty Archie Sheppa z pianistą Malem Waldronem. Nagrania zostały zarejestrowane 7 i 8 lutego 2002 w "La Muse en Circuit" w Paryżu, Francja. CD wydane zostało przez niemiecką wytwórnię Enja Records w 2002. Płyta ma podtytuł: "A Tribute to Billie Holiday". Poświęcona została pamięci tej śpiewaczki i złożona z utworów przez nią wykonywanych. Było to jedno z ostatnich nagrań Mala Waldrona (długoletniego akompaniatora Billie Holiday), który zmarł 2 grudnia 2002.

## Muzycy
- Archie Shepp – saksofon tenorowy, saksofon sopranowy, śpiew
- Mal Waldron – fortepian

## Lista utworów
| 1.  | "Easy Living" (Ralph Rainger, sł. Leo Robin)                      | 5:58  |
|     |                                                                   |       |
| 2.  | "Nice Work If You Can Get It" (George Gershwin, sł. Ira Gershwin) | 4:28  |
|     |                                                                   |       |
| 3.  | "Everything Happens To Me" (Matt Dennis, sł. Tom Adair)           | 5:49  |
|     |                                                                   |       |
| 4.  | "Left Alone" (Mal Waldron)                                        | 9:09  |
|     |                                                                   |       |
| 5.  | "When Your Lover Has Gone" (Einar Aaron Swan)                     | 5:36  |
|     |                                                                   |       |
| 6.  | "I Only Have Eyes For You" (Harry Warren, sł. Al Dubin)           | 7:05  |
|     |                                                                   |       |
| 7.  | "Blues For 52nd Street" (Archie Shepp)                            | 5:25  |
|     |                                                                   |       |
| 8.  | "Porgy" (George Gershwin, Ira Gershwin, sł. DuBose Heyward)       | 8:41  |
|     |                                                                   |       |
| 9.  | "Lady Sings The Blues" (Herbie Nichols, sł. Billie Holiday)       | 3:39  |
|     |                                                                   |       |
| 10. | "Left Alone (spoken lyrics)" (Billie Holiday)                     | 0:52  |
|     |                                                                   |       |
|     |                                                                   | 56:42 |
|     |                                                                   |       |

## Informacje uzupełniające
- Inżynier dźwięku (oraz mastering) – Philippe Teissier Du Cros
- Produkcja – Werner Aldinger